# Sebastes
Sebastes ist eine aus über 100 Arten bestehende Fischgattung aus der Familie der Stachelköpfe (Sebastidae). Bekannteste Art der Gattung ist der als Speisefisch bekannte Rotbarsch (Sebastes norvegicus).
Etwa zwei Drittel der Sebastes-Arten kommen im nordöstlichen Pazifik vor der Küste Nordamerikas vor, etwa 35 Arten im nordwestlichen Pazifik, zwei bis drei vor den Küsten Perus und Chiles, fünf im nördlichen Atlantik und eine im südlichen Atlantik und südöstlichen Pazifik an der Küste Patagoniens.

## Merkmale
Sebastes-Arten wirken barschartig und haben einen stämmigen, seitlich abgeflachten Rumpf mit großem Kopf und Maul. Der Kopf ist normalerweise mit knöchernen Kämmen und Stacheln versehen. Der Vorkiemendeckel ist meist mit fünf Dornen bestückt. Die meisten Arten werden 30 bis 60 cm lang, die größten erreichen eine Länge von etwa einem Meter. Sebastes-Arten sind oft rötlich oder andersfarbig mit bunten Streifen und Flecken gemustert. Viele Arten lassen sich anhand ihrer Färbung unterscheiden. Der hart- und der weichstrahlige Teil der Rückenflosse ist zusammengewachsen. Eine Einbuchtung trennt den vorderen hartstrahligen Abschnitt vom hinteren, der von einem Stachel und darauf folgenden Weichstrahlen gestützt wird. Die Schwanzflosse ist abgerundet, schließt gerade ab oder ist leicht eingebuchtet. Die Bauchflossen sind abgerundet oder keilförmig.
- Flossenformel: Dorsale XII-XV/9–16, Anale 3/5–9.

## Lebensweise
Sebastes-Arten sind Raubfische und kommen in felsigen Arealen (engl. Bez. „Rockfish“), Tang- und Kelpwäldern vor. Sie haben eine innere Befruchtung und sind lebendgebärend.

## Arten

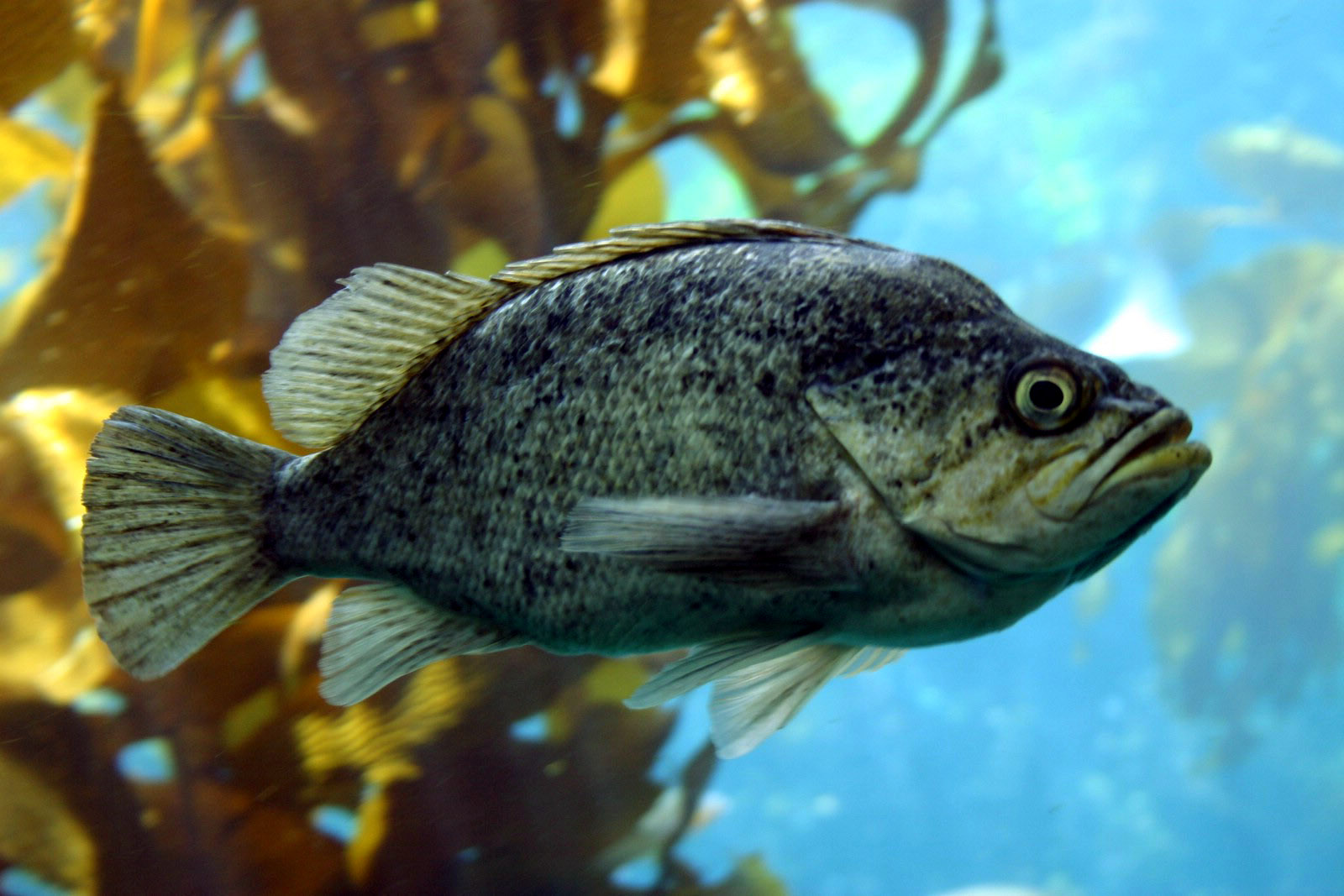
Sebastes atrovirens

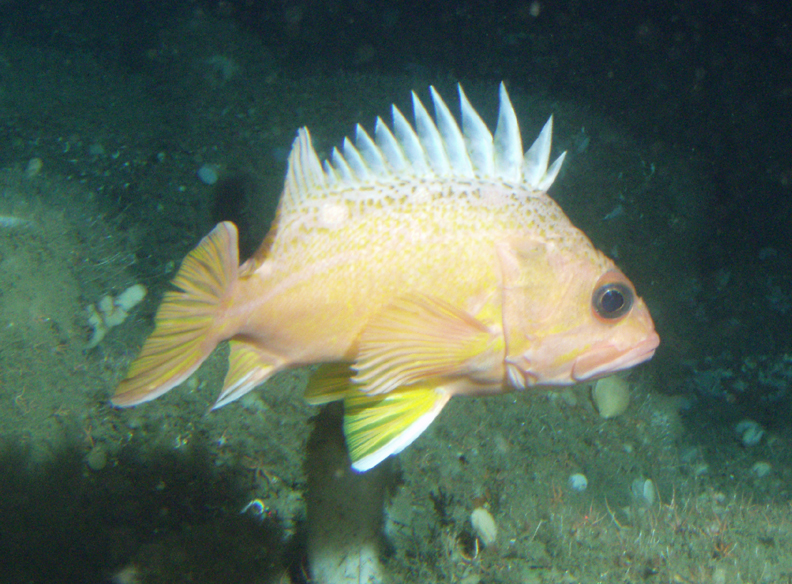
Sebastes chlorostictus

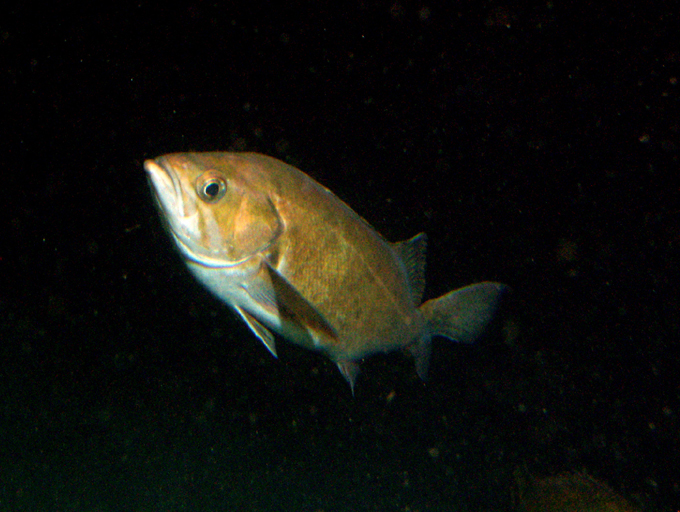
Sebastes entomelas

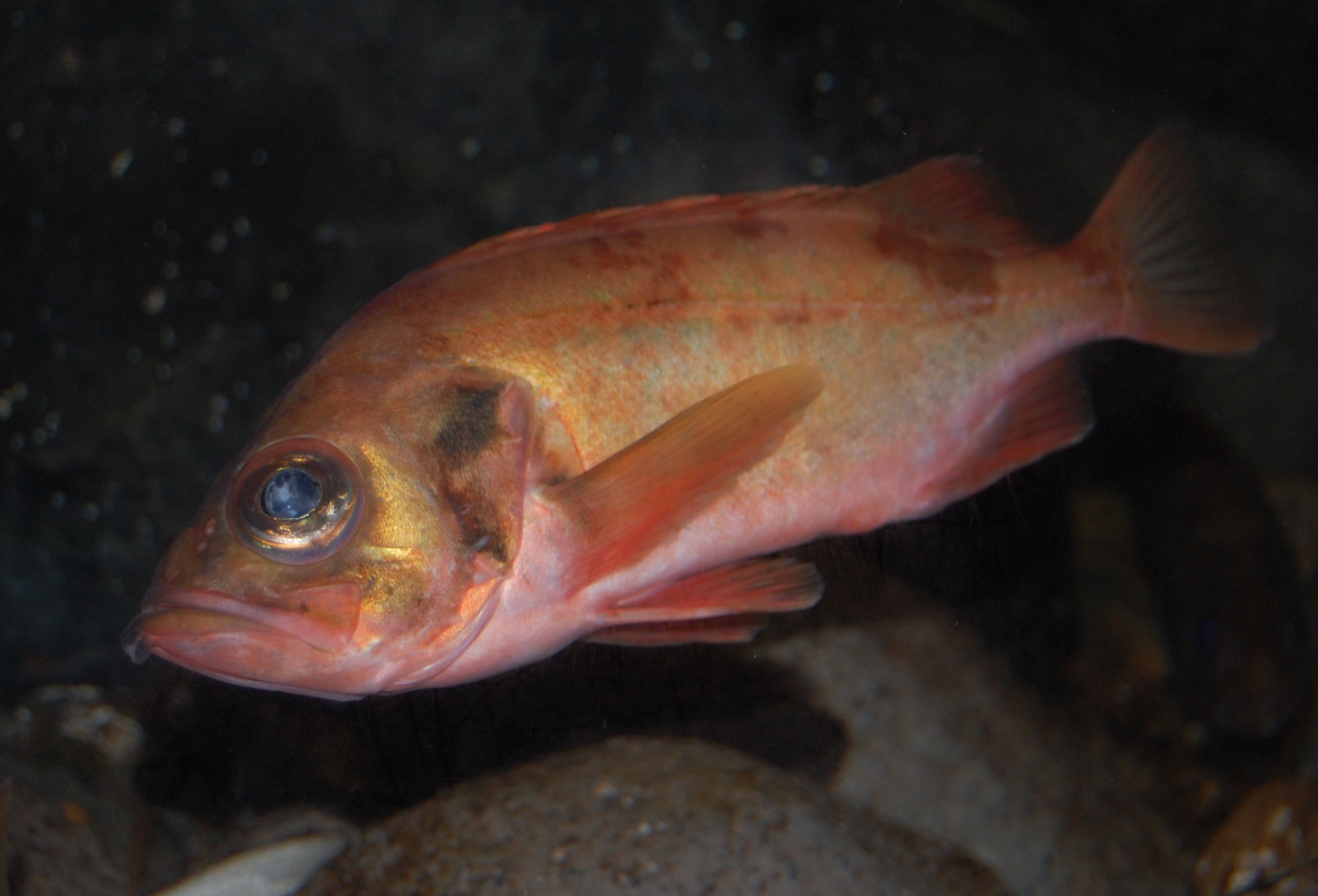
Sebastes fasciatus

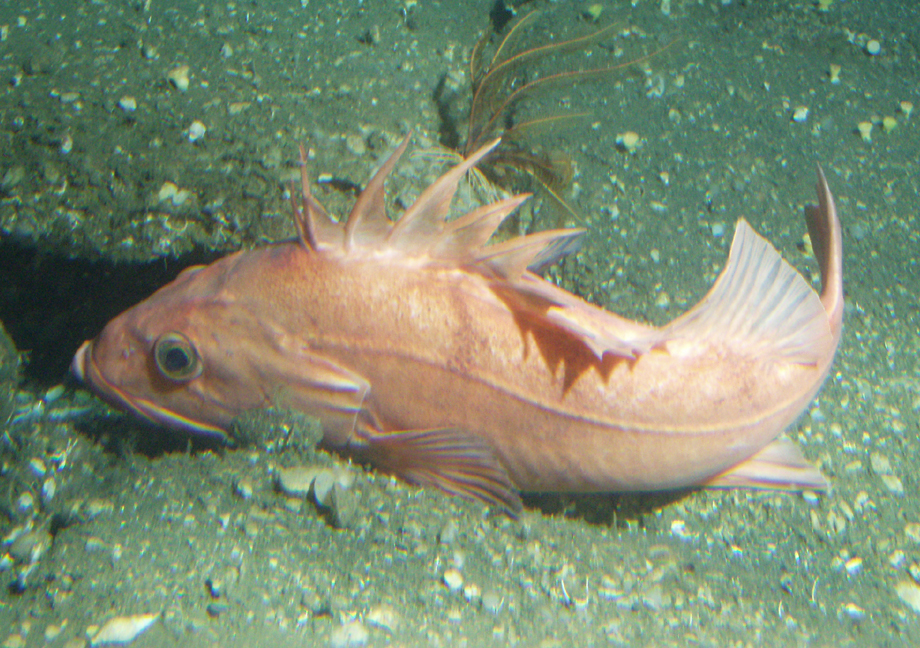
Sebastes levis

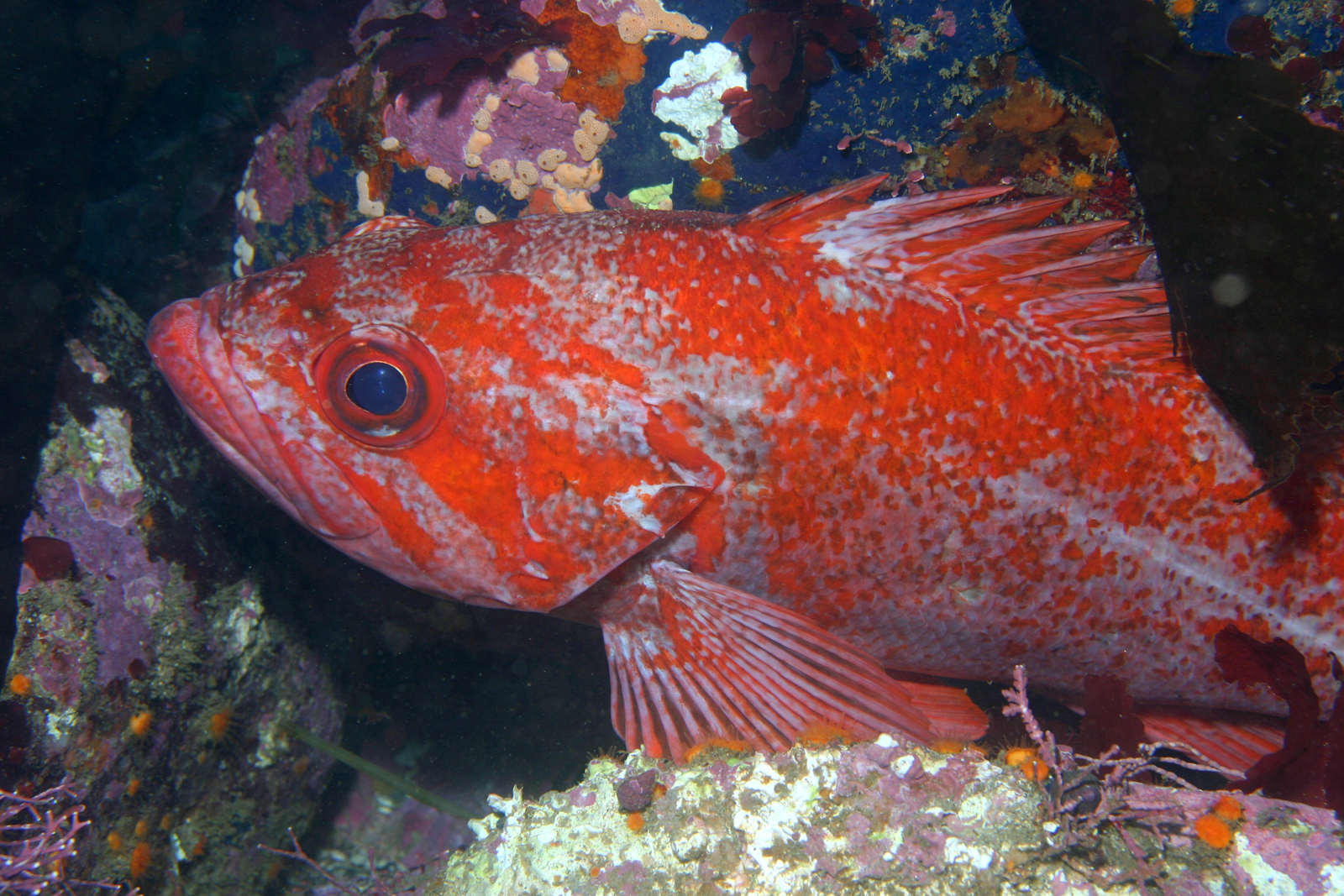
Sebastes miniatus

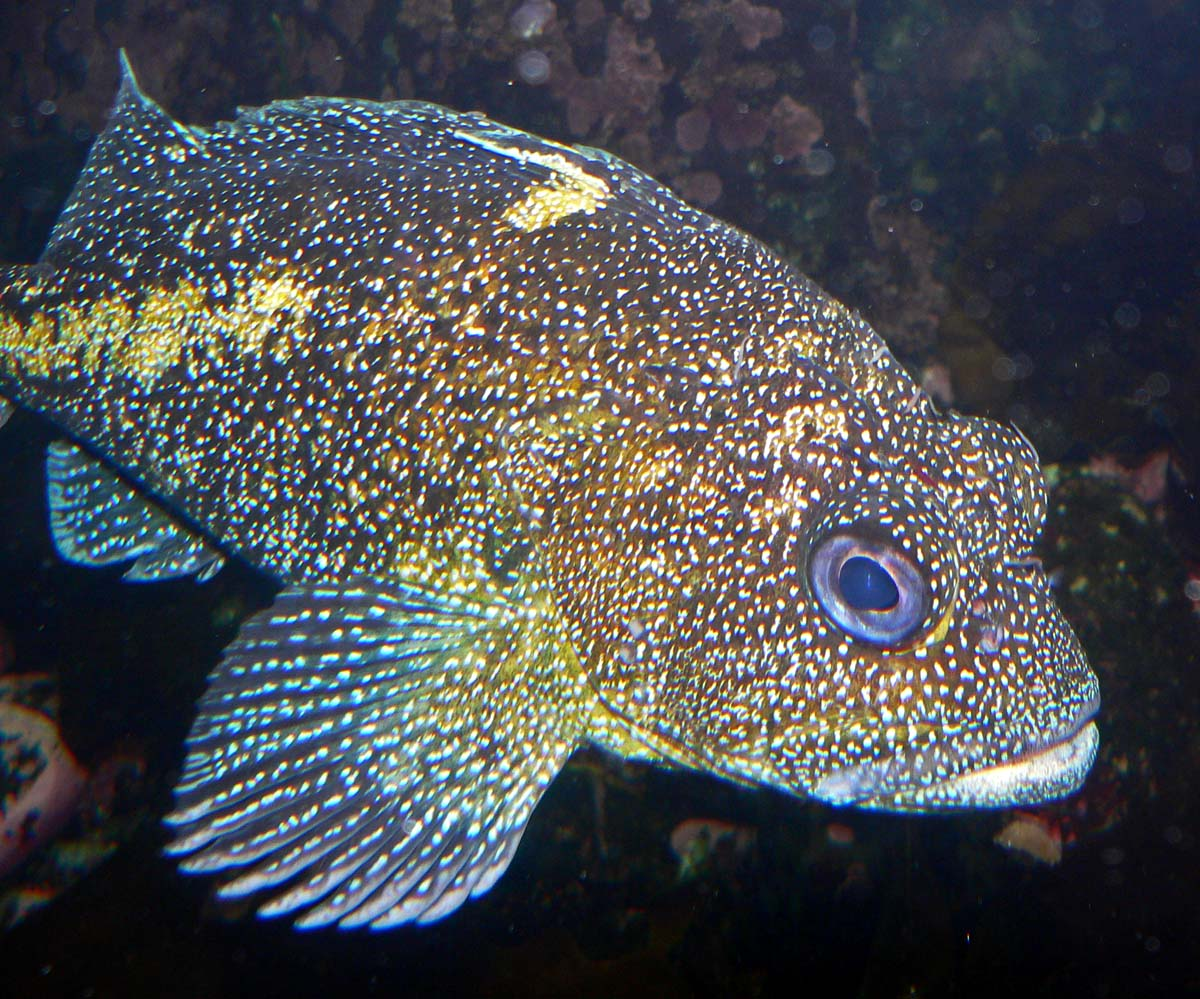
Sebastes nebulosus

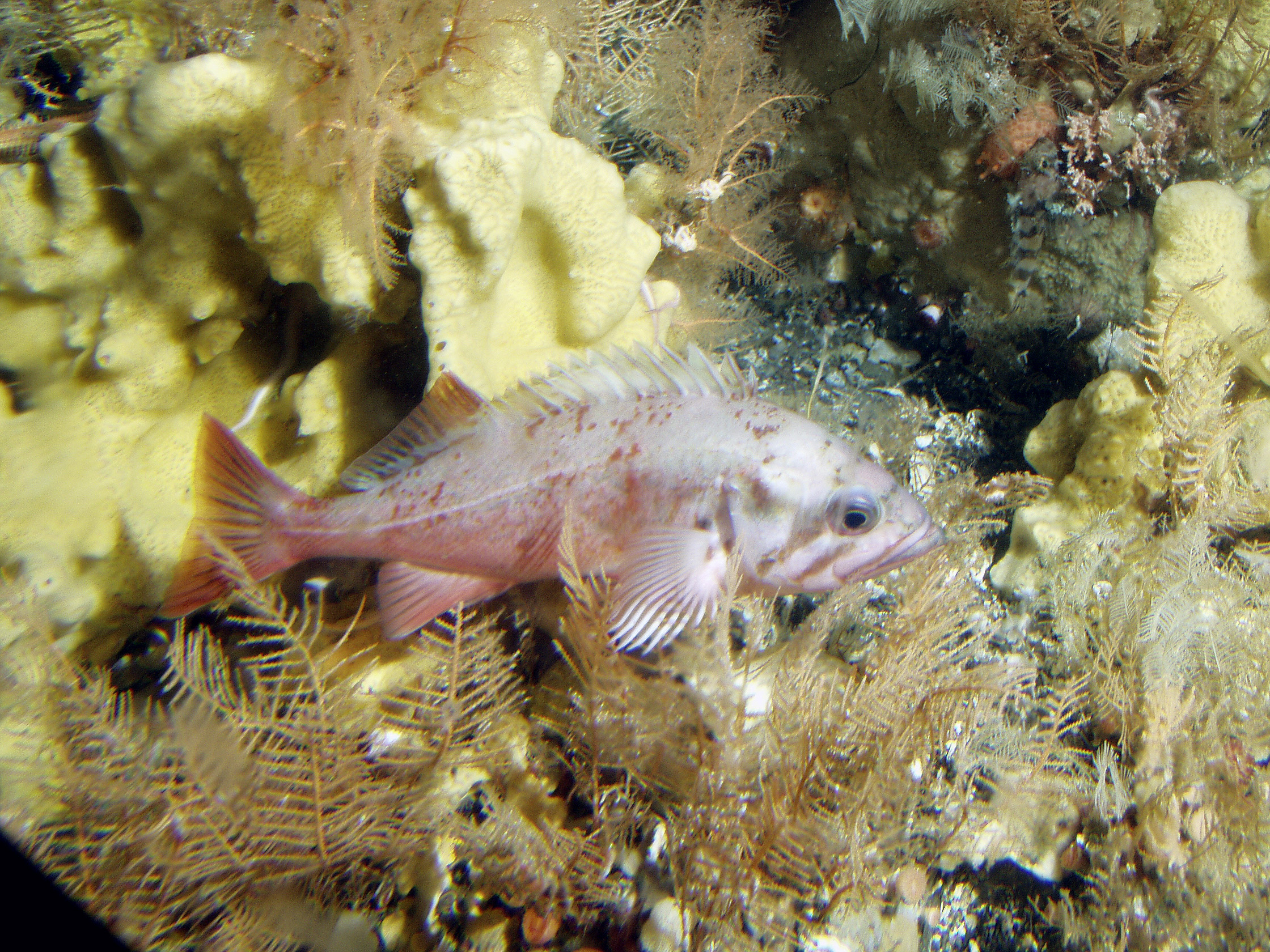
Sebastes polyspinis

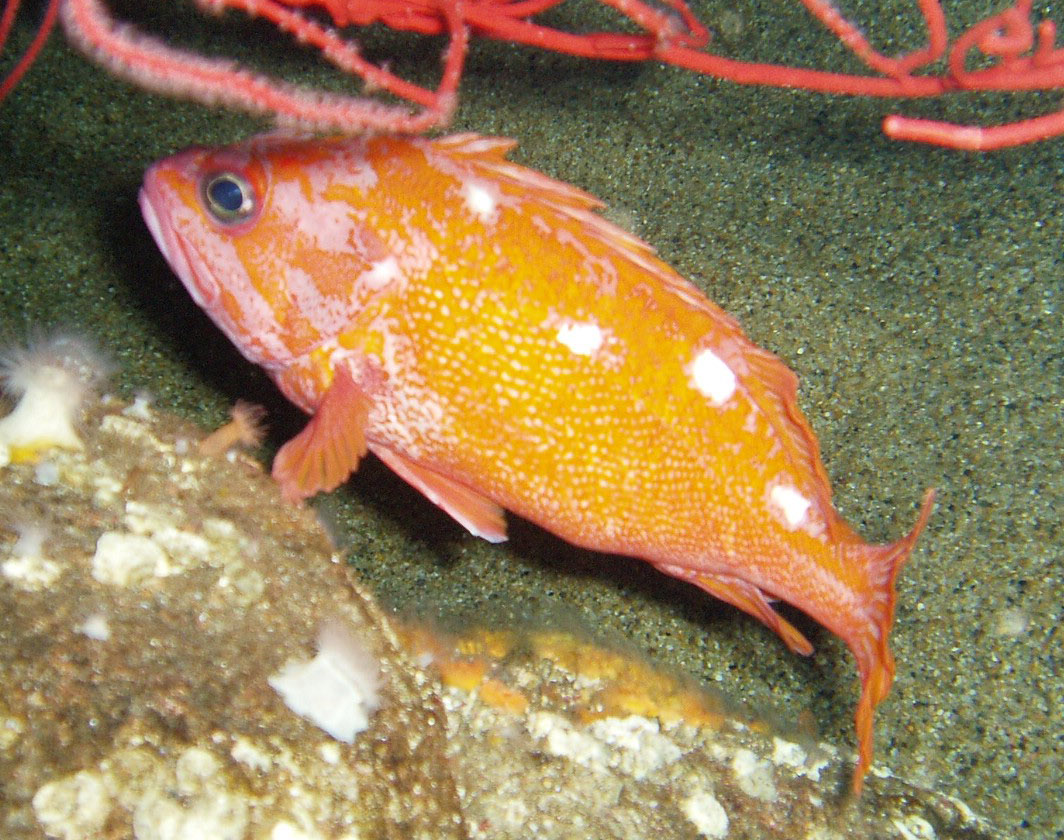
Sebastes rosaceus

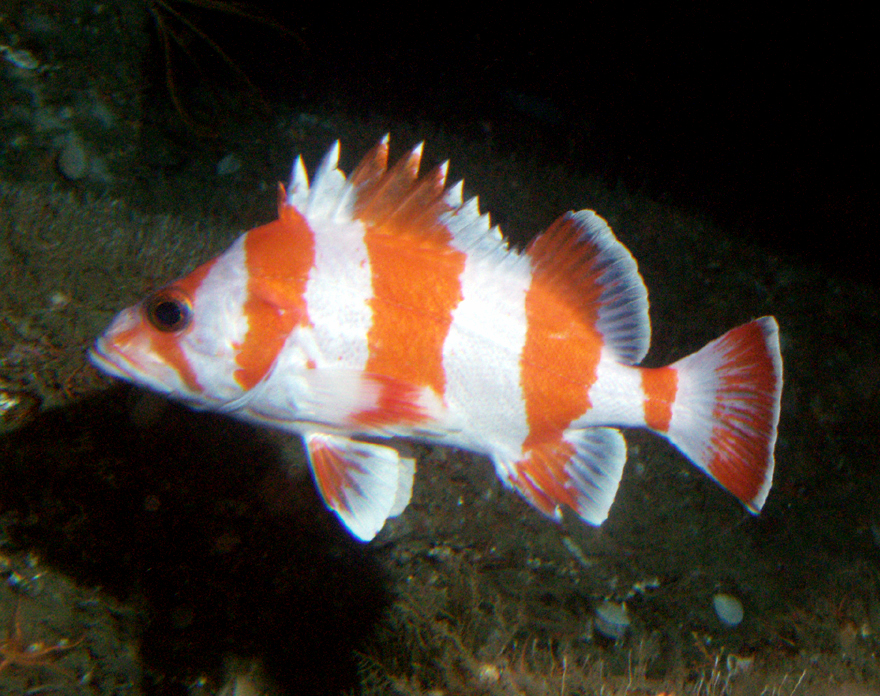
Sebastes rubrivinctus

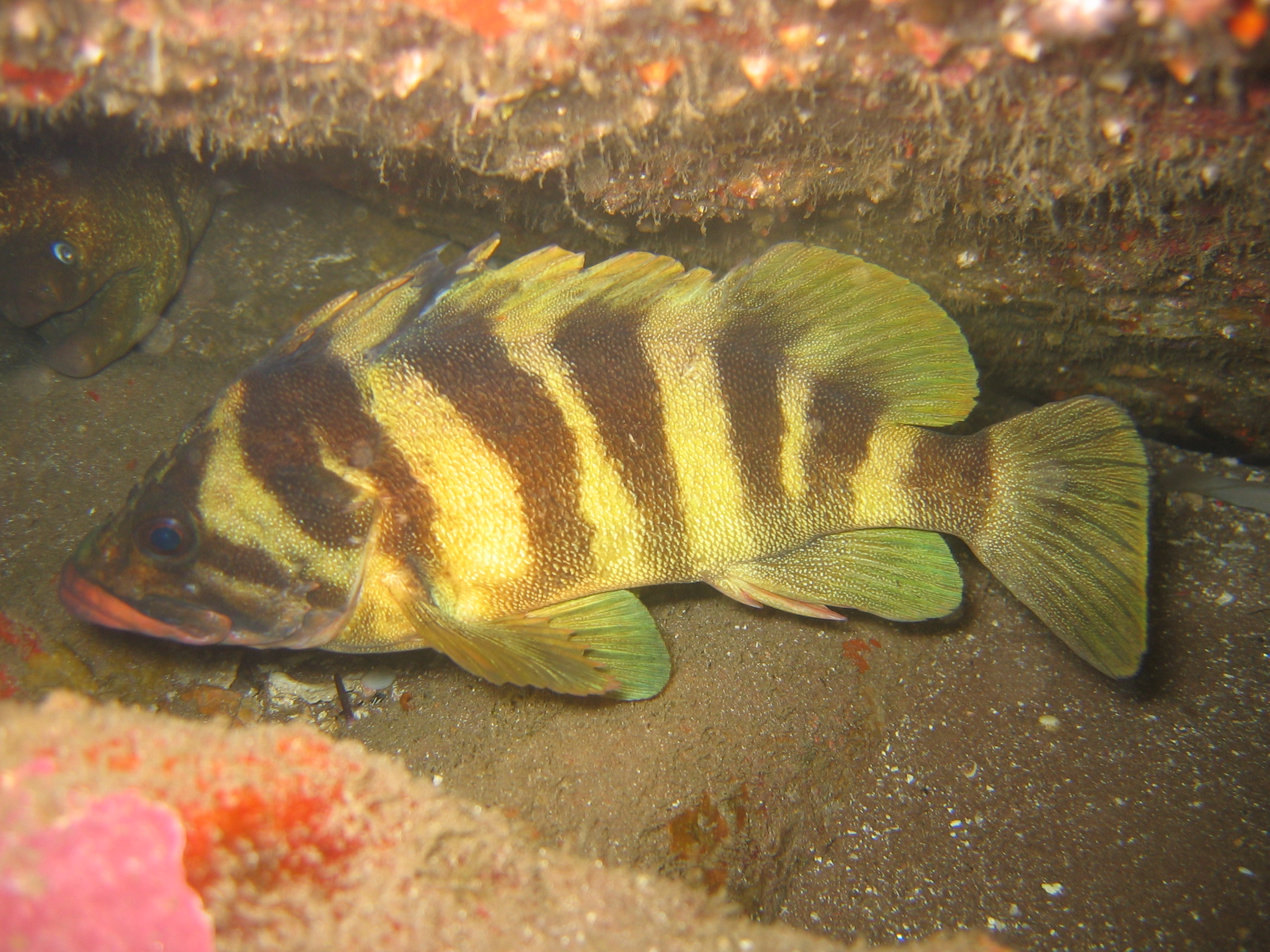
Sebastes serriceps

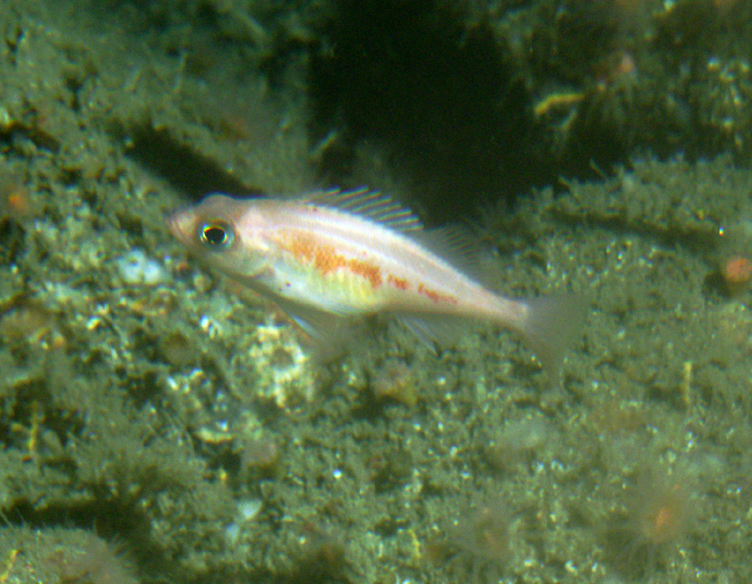
Sebastes wilsoni

- Sebastes aleutianus (Jordan & Evermann, 1898)
- Pazifischer Rotbarsch (Sebastes alutus) (Gilbert, 1890)
- Sebastes atrovirens (Jordan & Gilbert, 1880)
- Sebastes auriculatus (Girard, 1854)
- Sebastes aurora (Gilbert, 1890)
- Sebastes babcocki (Thompson, 1915)
- Sebastes baramenuke (Wakiya, 1917)
- Sebastes borealis (Barsukov, 1970)
- Silberrotbarsch (Sebastes brevispinis) (Bean, 1884)
- Sebastes capensis (Gmelin, 1789)
- Sebastes carnatus (Jordan & Gilbert, 1880)
- Sebastes caurinus (Richardson, 1844)
- Sebastes chlorostictus (Jordan & Gilbert, 1880)
- Sebastes chrysomelas (Jordan & Gilbert, 1881)
- Sebastes ciliatus (Tilesius, 1813)
- Sebastes constellatus (Jordan & Gilbert, 1880)
- Sebastes cortezi (Beebe & Tee-Van, 1938)
- Sebastes crameri (Jordan, 1897)
- Sebastes dallii (Eigenmann & Beeson, 1894)
- Sebastes diaconus Frable et al., 2015
- Sebastes diploproa (Gilbert, 1890)
- Sebastes elongatus (Ayres, 1859)
- Sebastes emphaeus (Starks, 1911)
- Sebastes ensifer (Chen, 1971)
- Sebastes entomelas (Jordan & Gilbert, 1880)
- Sebastes eos (Eigenmann & Eigenmann, 1890)
- Sebastes exsul (Chen, 1971)
- Sebastes fasciatus (Storer, 1856)
- Sebastes flammeus (Jordan & Starks, 1904)
- Sebastes flavidus (Ayres, 1862)
- Sebastes gilli (Eigenmann, 1891)
- Sebastes glaucus (Hilgendorf, 1880)
- Sebastes goodei (Eigenmann & Eigenmann, 1890)
- Sebastes helvomaculatus (Ayres, 1859)
- Sebastes hopkinsi (Cramer, 1895)
- Sebastes hubbsi (Matsubara, 1937)
- Sebastes inermis (Cuvier, 1829)
- Sebastes iracundus (Jordan & Starks, 1904)
- Sebastes itinus (Jordan & Starks, 1904)
- Sebastes jordani (Gilbert, 1896)
- Sebastes joyneri (Günther, 1878)
- Sebastes kawaradae (Matsubara, 1934)
- Sebastes koreanus (Kim & Lee, 1994)
- Sebastes lentiginosus (Chen, 1971)
- Sebastes levis (Eigenmann & Eigenmann, 1889)
- Sebastes longispinis (Matsubara, 1934)
- Sebastes macdonaldi (Eigenmann & Beeson, 1893)
- Sebastes maliger (Jordan & Gilbert, 1880)
- Sebastes matsubarae (Hilgendorf, 1880)
- Sebastes melanops (Girard, 1856)
- Sebastes melanosema (Lea & Fitch, 1979)
- Sebastes melanostomus (Eigenmann & Eigenmann, 1890)
- Tiefenrotbarsch (Sebastes mentella) (Travin, 1951)
- Sebastes miniatus (Jordan & Gilbert, 1880)
- Sebastes minor (Barsukov, 1972)
- Sebastes moseri (Eitner, 1999)
- Sebastes mystinus (Jordan & Gilbert, 1881)
- Sebastes nebulosus (Ayres, 1854)
- Sebastes nigrocinctus (Ayres, 1859)
- Sebastes nivosus (Hilgendorf, 1880)
- Rotbarsch (Sebastes norvegicus) (Ascanius, 1772)
- Sebastes notius (Chen, 1971)
- Sebastes oblongus (Günther, 1877)
- Sebastes oculatus (Valenciennes, 1833)
- Sebastes ovalis (Ayres, 1862)
- Sebastes owstoni (Jordan & Thompson, 1914)
- Sebastes pachycephalus (Temminck & Schlegel, 1843)
- Sebastes paucispinis (Ayres, 1854)
- Sebastes peduncularis (Chen, 1975)
- Sebastes phillipsi (Fitch, 1964)
- Sebastes pinniger (Gill, 1864)
- Sebastes polyspinis (Taranetz & Moiseev, 1933)
- Sebastes proriger (Jordan & Gilbert, 1880)
- Sebastes rastrelliger (Jordan & Gilbert, 1880)
- Sebastes reedi (Westrheim & Tsuyuki, 1967)
- Sebastes rosaceus (Girard, 1854)
- Sebastes rosenblatti (Chen, 1971)
- Sebastes ruber (Ayres, 1854)
- Sebastes ruberrimus (Cramer, 1895)
- Sebastes rubrivinctus (Jordan & Gilbert, 1880)
- Sebastes rufinanus (Lea & Fitch, 1972)
- Sebastes rufus (Eigenmann & Eigenmann, 1890)
- Sebastes saxicola (Gilbert, 1890)
- Sebastes schlegelii (Hilgendorf, 1880)
- Sebastes scythropus (Jordan & Snyder, 1900)
- Sebastes semicinctus (Gilbert, 1897)
- Sebastes serranoides (Eigenmann & Eigenmann, 1890)
- Sebastes serriceps (Jordan & Gilbert, 1880)
- Sebastes simulator (Chen, 1971)
- Sebastes sinensis (Gilbert, 1890)
- Sebastes spinorbis (Chen, 1975)
- Sebastes steindachneri (Hilgendorf, 1880)
- Sebastes swifti (Evermann & Goldsborough, 1907)
- Sebastes taczanowskii (Steindachner, 1880)
- Sebastes thompsoni (Jordan & Hubbs, 1925)
- Sebastes trivittatus (Hilgendorf, 1880)
- Sebastes umbrosus (Jordan & Gilbert, 1882)
- Sebastes variegatus (Quast, 1971)
- Sebastes varispinis (Chen, 1975)
- Sebastes ventricosus (Temminck & Schlegel, 1843)
- Kleiner Rotbarsch (Sebastes viviparus) (Krøyer, 1845)
- Sebastes vulpes (Döderlein, 1884)
- Sebastes wakiyai (Matsubara, 1934)
- Sebastes wilsoni (Gilbert, 1915)
- Sebastes zacentrus (Gilbert, 1890)
- Sebastes zonatus (Chen & Barsukov, 1976)